# Сабирзянова, Диляра Харисовна
Диляра Харисовна Сабирзянова (13 сентября 1981) — российская лыжница, призёр чемпионата России, призёр всемирной Универсиады. Мастер спорта России международного класса.

## Биография
Воспитанница спортивного клуба «Нефтехимик» г. Нижнекамска, первые тренеры — Виталий Павлович Коновалов, Владимир Алексеевич Перетурин, позднее также тренировалась под руководством С. Л. Романова. Представляет Республику Татарстан.
Серебряный призёр всемирной Универсиады 2005 года в эстафете, в личных видах лучшим результатом стало четвёртое место в гонке на 5 км. В начале 2000-х годов принимала участие в гонках Кубка мира.
На уровне чемпионата России неоднократно становилась призёром, в том числе в эстафете в составе сборной Татарстана завоевала серебро в 2018, 2019 годах; бронзу — в 2010, 2011, 2015 годах. Становилась призёром этапов Кубка России, неоднократной победительницей и призёром чемпионата Приволжского ФО, победительницей всероссийских соревнований.